# Phytometra olivacea
Phytometra olivacea är en fjärilsart som beskrevs av C. F. Vieweg 1789. Phytometra olivacea ingår i släktet Phytometra och familjen nattflyn. Inga underarter finns listade i Catalogue of Life.